# Dvípa
Dvípa „ostrov, kontinent” je v hinduistické kosmologii označení pro jeden ze světadílů okolo hory Méru, které tvoří pozemský svět. Zpravidla jsou po vzoru purán uváděny v počtu sedmi - Saptadvípá Vasumatí „Sedmidílná Země”, ale ve starších pramenech jsou pouze čtyři. Sedm kontinentů má podobu koncentrických, stále se zvětšujících, prstenců oddělených oceány, případně ležících jako okvětní plátky lotosu okolo centrálního světadílu Džambudvípa. V zarathuštrismu existuje podobné podání o haft kešvar „sedmi světadílech“.

## Světadíly
V sedmidílném dělení je každý z kontinentů obklopen oceánem z určité tekutiny a až na jednu výjimku pojmenován po druhu stromu či jiné rostlině:
| Světadíl     | Strom                         | Oceán                              |
| ------------ | ----------------------------- | ---------------------------------- |
| Džambudvípa  | hřebíčkovec jambos (džambu)   | slaná voda (lavana)                |
| Plaksadvípa  | fíkovník (plaksa)             | šťáva z cukrové třtiny (iksu rasa) |
| Šálmaladvípa | cejba (šálmali)               | víno, alkohol (surá)               |
| Kušadvípa    | Desmostachya bipinnata (kuša) | přepuštěné máslo (ghrta či sarpis) |
| Kraukadvípa  | hora Kraunka                  | tvaroh (dadhi)                     |
| Šákadvípa    | teka obrovská (šáka)          | mléko (ksíra)                      |
| Puskaradvípa | lotos (puskara)               | sladká voda (džala)                |

Názvy některých z kontinentů se občas liší v méně významných puránách, ale jména první a posledního zůstávají vždy stejná. Centrálním kontinentem na kterém leží hora Méru je Džambudvípa, která se dělí na sedm zemí. Z těchto sedmi zemí je nejpřednější Bhárata, tedy Indie, která se zase dělí na devět oblastí. Za oceánem sladké vody pak leží země zlata kde nežije žádný živý tvor a která je dvakrát tak velká jako je průměr posledního z oceánů. Země zlata je obklopena horou Lókalókou, která odděluje viditelný svět od světa temnoty a svět obývaný lidmi od toho, který lidé neobývají. Podle podání obsaženého v puránách na sebe Brahmá během varáha-kalpy vzal podobu Varáhy „kance“, potopil se do vod pro zemi, vyzvedl ji a pak rozdělil pomocí pohoří na sedm dílů.
Ve starších puránách a rané buddhistické literatuře je svět rozdělen na kontinenty čtyři, odpovídající světovým směrům, které se rozkládají okolo hory Méru, a jsou obklopeny oceánem (samudra).
- Džambudvípa na jihu
- Ketumála na západě
- Uttara-kuru na severu
- Bhadrášava na východě

Devítidílné rozdělení Džambudvípy vychází ze starších čtyřdílného rozdělení celého světa, zahrnuje čtyři země odpovídající světovým stranám:
- Bhárata na jihu
- Ketumála na západě
- Uttara-kuru na severu
- Bhadrášava na východě

Zbylých pět zemí je pak přídavkem, z nichž Ílavtra leží ve středu a obklopuje horu Méru, další dvě země pak mezi Bhárata a Ílavtrou, a poslední dvě mezi Uttara-kuru a Ílavtrou. V zásadě však čísla sedm, čtyři i devět všechna hrají významnou roli v indické číselné symbolice.